# Smile (T-SQUAREのアルバム)
『Smile』（スマイル）は、T-SQUAREの39枚目のアルバム。 
2013年4月24日にリリース。 

## 解説
スクェア39枚目のオリジナルアルバム。 
「T-SQUARE SUPER BAND」名義で発表されたデビュー35周年記念アルバム。当時の在籍メンバー4人とサポートの田中晋吾に加えて、歴代メンバーから、則竹裕之、須藤満、田中豊雪、宮崎隆睦、仙波清彦が参加している。 
DVD付2枚組の初回限定盤と通常盤の2形態で発売。 
初回限定盤は三方背BOXパッケージ仕様。 

## 収録曲
曲により参加メンバーが異なるため併記する。
1. Open The 35th Gate - 坂東慧作曲
坂東、田中（晋）、安藤、伊東、河野、仙波
2. Believe - 安藤正容作曲
坂東、田中（晋）、安藤、伊東、河野
3. Departure 101 - 河野啓三作曲
則竹、田中（晋）、安藤、伊東、河野
4. Bright City - 須藤満作曲
坂東、須藤、安藤、伊東、河野、仙波
5. Temps,10 p.m. - 宮崎隆睦作曲
坂東、田中（晋）、安藤、伊東、宮崎、河野、仙波
6. Paradigm - 坂東慧作曲
則竹、須藤、安藤、宮崎、河野、仙波、坂東
7. Fine Play! - 田中豊雪作曲
坂東、田中（豊）、安藤、伊東、河野、仙波
8. 微笑みを忘れない - 安藤正容作曲
坂東、田中（豊）、安藤、伊東、河野
9. あの夏のように - 河野啓三作曲
坂東、田中（晋）、安藤、伊東、河野

## ミュージシャン
- T-SQUARE
  - 安藤正容 -   Electric Guitar, Acoustic Guitar
  - 伊東たけし - Alto Sax, EWI
  - 河野啓三 - Acoustic Piano, Keyboards
  - 坂東慧 - Drums

- Guest Musicians
  - 則竹裕之 - Drums
  - 須藤満 - Bass
  - 田中豊雪 - Bass
  - 田中晋吾 - Bass
  - 宮崎隆睦 - Alto Sax, EWI
  - 仙波清彦 - Percussion